# Australomimetus maculosus
Australomimetus maculosus là một loài nhện trong họ Mimetidae.
Loài này thuộc chi Australomimetus. Australomimetus maculosus được miêu tả năm 1904 bởi Rainbow.